# Waly
 Waly  es una población y comuna francesa, en la región de Lorena, departamento de Mosa, en el distrito de Bar-le-Duc y cantón de Seuil-d'Argonne.

## Demografía
| 123 | 98 | 76 | 60 | 66 | 64 |
| Para los censos de 1962 a 1999 la población legal corresponde a la población sin duplicidades (Fuente: INSEE [Consultar]) |    |    |    |    |    |

## Lugares de interés
Vestigios de un antiguo campamento fortificado romano, inscrito como Monumento histórico de Francia, en el que se han descubierto restos de materiales del neolítico. 